# Scilla begoniifolia
Scilla begoniifolia là một loài thực vật có hoa trong họ Măng tây. Loài này được A.Chev. miêu tả khoa học đầu tiên năm 1908.